# Wasił Tupurkowski
Wasił Tupurkowski, mac. Васил Тупурковски (ur. 8 kwietnia 1951 w Skopju) – macedoński polityk, prawnik i nauczyciel akademicki, profesor, działacz komunistyczny, członek Prezydium Jugosławii, wicepremier.

## Życiorys
Ukończył studia prawnicze na Uniwersytecie Świętych Cyryla i Metodego w Skopju (1972), magisterium uzyskał na University of Michigan. Doktoryzował się na macierzystej uczelni w 1976. Od 1974 był zawodowo związany z wydziałem prawa Uniwersytetu Świętych Cyryla i Metodego w Skopju, doszedł do stanowiska profesora.
Działał w Związku Komunistów Macedonii (SKM) i Związku Komunistów Jugosławii (SKJ). W latach 1979–1980 kierował jugosłowiańską komunistyczną młodzieżówką. Był członkiem komitetu centralnego SKM (1982–1986) i SKJ (1986–1989). W latach 1989–1992 wchodził w skład ostatniego w historii Prezydium Jugosławii. We wrześniu 1991 Macedonia ogłosiła niepodległość, w październiku tegoż roku Wasił Tupurkowski po raz ostatni wziął udział w sesji tego gremium.
W 1991 był specjalnym przedstawicielem prezydenta Macedonii.  W 1998 założył partię pod nazwą Demokratyczna Alternatywa, którą kierował do 2006. W 1998 uzyskał mandat deputowanego do Zgromadzenia Republiki Macedonii. Od 1998 do 2000 sprawował urząd wicepremiera w rządzie Lubcza Georgiewskiego. Został później oskarżony o nadużycie władzy w sprawie tzw. tajwańskich kredytów; długotrwałe postępowanie zakończyło się w 2013 prawomocnym uniewinnieniem.
W 1999 kandydował w wyborach prezydenckich, w pierwszej turze uzyskał około 16% głosów. W latach 1992–2020 pełnił funkcję przewodniczącego Macedońskiego Komitetu Olimpijskiego.